# «Пастырь» Ерма

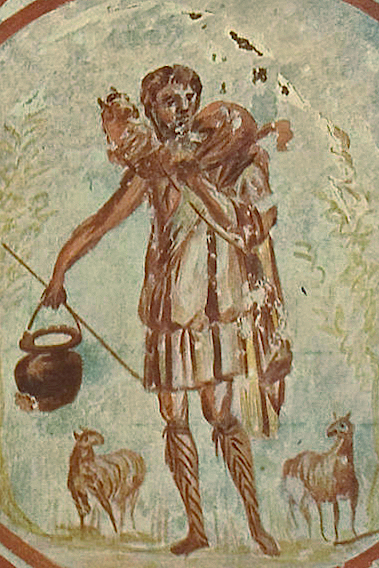
Добрый Пастырь, 3-й век, Катакомбы Рима.

«Па́стырь» Е́рма (лат. Hermae Pastor), варианты Па́стырь Эрма, Герма, Ермы, Эрмы, Гермы, — раннехристианская книга, встречающаяся в древних рукописях рядом с каноническими текстами Нового Завета. Традиционно датируется II веком. Известна в греческом подлиннике и в латинском и эфиопском переводах; достаточно объёмна (примерно равна Евангелиям Матфея и Марка, вместе взятым). Всегда пользовалась большим уважением у христиан, но не была принята Церковью в канон священных книг.
По форме изложения принадлежит к апокалиптической литературе: автор указывает на близость второго Христова пришествия и общего суда. Согласно тексту, автор жил в Риме, во время папы Климента, был сначала богат, занимался мирскими делами, не всегда соблюдал правду, имел злоязычную жену и порочных сыновей, к которым не был достаточно строг, и за то был наказан от Бога потерей богатства. Недоумевая о причинах постигшего его бедствия, Ерма (Герма) был вразумлён рядом случившихся ему видений. Эти наставления и видения, записанные им, образуют текст из трёх частей: 1) описание четырёх видений; 2) двенадцать нравственных правил; 3) десять подобий, из которых каждое заключает в себе определённую истину. Примечательно мнение Ерма, что каждый человек, в продолжение всей своей земной жизни, сопровождается одним добрым и одним злым ангелом.
На русский язык переведена протоиереем Петром Преображенским (1862).

## Состав
Книга разделена на три части:
- Видения (Visiones), состоит из 4 глав (видений).
- Заповеди (Mandata), состоит из 12 глав (заповедей).
- Подобия (Similitudines), состоит из 10 глав (притч-подобий).

## Содержание
Книга начинается с того, что Ерма любуется купающейся в Тибре девушкой, которая затем является ему в молитве и обличает его нечистые помыслы. После этого он видит старую женщину за кафедрой и с книгой, которую вначале принимает за Сивиллу, но потом она оказывается олицетворением Церкви, которая существовала прежде создания мира. Дальше Ерма видит строительство великой башни на водах, составляемой из блестящих квадратных камней. Это также метафора Церкви, так как воды при основании означают крещение. Шесть юношей, приносящих камни, это ангелы. Сами камни — это люди. Те кто кладутся в основание — праведники, те кто отбрасывается — грешники. Вокруг башни стоят 7 женщин: Вера, Воздержание, Простота, Невинность, Скромность, Знание, Любовь. При завершении строительства башни наступит конец света.
Апокриф содержит мораль необходимости «жизни в мире» и «заботы друг о друге».
Завершает апокриф видение кита длиной 100 футов. Из пасти кита выходила огненная саранча. Зверь лежал на земле, а его голова имела четыре цвета: чёрный, красный, золотистый и белый. Церковь в виде женщины объяснила Ерме, что этот зверь означает грядущие бедствия.
По мнению некоторых отцов Церкви, «Пастырь» Ермы в своё время считался очень ценной и полезной книгой. Недаром он входил в один из первых христианских канонов священных книг. Даже если забыть обо всем остальном в её содержании, то проблемы, на преодолении которых она фокусируется, будут чрезвычайно актуальны для христианства во все времена.

## Персонажи

### Главные действующие лица
Главные действующие лица, от лица которых ведётся множество диалогов, таковы:
- Ерма (Герма);
- некая старица (Церковь);
- Ангел покаяния.

### Прочие действующие лица
- Служанка, женщина (девочка) — в греческом тексте носит имя «Розовый куст»;
- Егрин (ангел, управляющий Зверями);
- Ангел наслаждения и лжи (упоминается в 6-м подобии);
- Ангел наказания (упоминается в 6-м подобии);
- 12 дев, одетых в белое (символ 12 добрых качеств);
- 12 дев, одетых в чёрное (символ 12 худых качеств);
- Иисус Христос (упоминается не прямо по имени, но как первозданный и высший ангел);
- Другие шестеро первозданных ангелов (эквивалентны Амешаспентам в зороастризме).

### Упоминаемые лица
- Гранта, или Граппа (упоминается в Видении втором);
- Климент (упоминается в Видении втором).

## Авторство
Разные взгляды на авторство книги существовали уже в первые века. Существует три версии:
- Герма (или Ерма) есть апостол от семидесяти, упомянутый в послании апостола Павла к Римлянам (Рим. 16:14). В этом случае Климент, также упоминаемый в книге, идентифицируется с Климентом Римским, одним из первых епископов Рима (умер в 101 году). Впервые это мнение высказано Оригеном. Подобного же мнения придерживался и Иероним Стридонский.
- Взгляд на авторство книги, зафиксированный в приведённой ниже цитате из канона Муратори: не Ерм, а Ермий[2] — брат римского епископа Пия (годы епископства с 142 по 157).
- Компромиссный вариант — Герма, брат Пия, дополнил или перевёл на латинский язык текст, написанный апостолом Ермой.

## Язык текста
Долгое время было известно о существовании текста только на латинском языке. Однако уже Пётр Преображенский отмечает в комментариях к первому изданию:

Книга «Пастырь» первоначально написана на греческом, это единогласно признаётся учёными, хотя древность не оставила никакого о том свидетельства. Но в пользу этого мнения говорит преимущественное употребление Пастыря именно в древней греческой Церкви, равно как и цитаты, приводимые из него на греческом языке у греческих писателей церковных: у святого Иринея, Климента Александрийского и Оригена и в сочинении doctrina ad Anthiochum ducem… Притом латинский текст Пастыря имеет ясные следы того, что он — не оригинал, а перевод с греческого.

В издании Миня книга «Пастырь» отнесёна к Patrologia Graeca и входит во второй том.
Наконец, в 50-х годах XIX века Тишендорф обнаружил в монастыре Святой Екатерины на Синайском полуострове древнейший кодекс Нового Завета, который помимо новозаветных текстов содержит обширные фрагменты книги «Пастырь» на греческом языке.

## Раннее упоминание
«Пастырь» Ерма упоминается в Мураториевом каноне — древнейшем перечне христианских писаний. Там сказано:

Из откровений мы признаём только Иоанна и Петра, которое некоторые из наших не хотят читать в церкви. Но Герма написал «Пастыря» уже в наши дни в Риме, когда епископом был его брат Пий. Поэтому его нужно читать, но не публично в церкви — ни среди апостолов, ни среди пророков.

## Перевод и издания на русском языке
- Перевод текста на русский язык с латинского был осуществлён протоиереем Петром Преображенским в 1862 году и издан в «Памятниках христианской письменности». Им же был написан первый русскоязычный комментарий к тексту, впоследствии используемый как предисловие к изданию.
- В дальнейшем текст переиздавался бельгийским католическим издательством «Жизнь с Богом» (1978 и 1988 года).
- В 1994 году текст был переиздан с добавлением комментариев священника Валентина Асмуса и А. Г. Дунаева Латвийским библейским обществом (в тексте была сохранена старая орфография и пагинация).
- Последнее переиздание (с использованием современной орфографии): «Писания мужей апостольских», Санкт-Петербург, издательство «Амфора», 2007, ISBN 978-5-367-00559-2.
- Существует как минимум два аудиоиздания книги: диктор Валерий Шушкевич (2010 год) и Денис Гаврилов (2011 год).
- Чтение Пастыря Ерма входило в цикл передач по курсу «Патрология» на православном телеканале «Союз». Выпуски начиная с 44-го[6].

## Исследования
- Феофан Затворник Толкование на книгу св. Ермы Архивная копия от 27 декабря 2015 на Wayback Machine

Список с «Научного сайта по патрологии богословию» А. Г. Дунаева :
- Скворцов К. Когда написана книга «Пастырь»? — ТКДА 1872, т.3, № 10, 205—241.
- En. Феофан (Говоров), Затворник. Четыре беседы по руководству книги «Пастырь» Ермы. М., 1892. Отрывки: ЖМП 1973, № 2, 32-36; № 3, 31-32. Переизд. [под другим названием]: Еп. Феофан Затворник. Толкование на книгу св. Ермы «Пастырь». 1908. (Свято-Введенский монастырь Оптиной Пустыни 1999р. 31 с.) (краткое изложение книги).
- Феогност (Дерюгин), архим. Книга тайновидца Ерма «Пастырь». — ЖМП 1957, № 9, 50-53.
- Giet S. Hermas et les Pasteurs: les trois auteurs du Pasteur d’Hermas. Paris: Presses Universitaires de France, 1963.
- Pernveden L. The Concept of the Church in the Shepherd of Hermas. Lund: C. W. K. Gleerup, 1966.
- Reiling J. Hermas and Christian Prophecy: A Study of the Eleventh Mandate. Leiden: Brill, 1973 (N.T. Suppl. 37). X, 197 p.
- Wilson J.C. Toward a reassessment of the milieu of the Shepherd of Hermas. Its date and its pneumatology. Duke University Durham, NC, 1977 (microfilm). 308 p. [Summary: DA 39, 1978, 326A—327A].
- Martín Jose (Pablo). Espíritu y dualismo de espíritu en el Pastor de Hermas y su relación con el judaísmo. — Vetera Christianorum 15, 1978, 295—345.
- Folgado Flórez S. Teoría eclesial en el Pastor de Hermas. Madrid: Real Monasterio de El Escorial, 1979. XI, 142 p.
- Hellholm D. Das Visionenbuch des Hermas als Apokalypse. Formgeschichtliche und texttheoretische Studien zu einer literarischen Gattung: Methodologische Vorüberlegungen und makrostrukturelle Textanalyse. Lund: Gleerup, 1980 (Coniectanea Bibl. N.T. Ser. 131). 212 S.
- Smith M.M. Feminine images in the shepherd of Hermas. Duke University Durham, NC, 1980 (microfilm). 235 p. [Summary: DA 41, 1980, 704A-705A].
- Mees M. Der Hirte des Hermas und seine Aussagen über den Heiligen Geist. — Lateranum 47, 1981, 343—355 (об отношении к ветхозаветной Софии).
- Osiek C. Rich and Poor in the Shepherd of Hermas. An Exegetical-Social Investigation. Washington, D.C.: Catholic Biblical Association of America, 1983. XI, 184 p.
- Nijendijk (Lambartus Wilhelmus). Die Christologie des Hirten des Hermas. Exegetisch, religions- und dogmengeschichtlich untersucht. Utrecht, 1986. 239 S.
- Hilhorst A. Hermas. — RAC Bd.XIV, Lief. 108—109, 1988, 682—701.
- Leutzsch M. Die Wahrnehmung sozialer Wirklichkeit im «Hirten» des Hermas. Göttingen: Vandenhoeck und Ruprecht, 1989 (Forsch. zur Relig. und Lit. des alten und neuen Test. 150). 286 S.
- Henne Ph. L’unité du Pasteur d’Hermas. Paris, 1992 (Cahiers de la Revue biblique 31).
- Henne Ph. La christologie chez Clément d’Alexandrie et dans le Pasteur d’Hermas. Fribourg, 1992 (Paradosis 33).
- Haas C. Die Pneumatologie des «Hirten des Hermas». — ANRW II.27.1, 552—586.
- Joly R. Le milieu complexe du «Pasteur d’Hermas». — ANRW II.27.1, 524—551.
- Stewart-Sykes A. The christology of Hermas and the interpretation of the fifth similitude. — Augustinianum 37 (2), 1997, 273—284.